# Celtis koraiensis
Celtis koraiensis är en hampväxtart som beskrevs av Takenoshin Nakai. Celtis koraiensis ingår i släktet Celtis och familjen hampväxter. Inga underarter finns listade i Catalogue of Life.